# 滝田誠一郎
滝田 誠一郎（たきた せいいちろう、1955年 - ）は日本のノンフィクション作家・ジャーナリスト。前日本ペンクラブ理事（言論表現委員会委員長）。

## 経歴
東京都出身。青山学院大学卒業。
ビジネス世界を舞台にしたヒューマン・ドキュメンタリーを数多く手がける。

## 著書

### 単著
- 『戦略出向・男たちの旅路』(1990年、二期出版)
- 『新・雇用事情　Forエンプロイーサティスファクション24の施策』(1993年、経営書院)
- 『会社ニモ負ケズ人生ニモ負ケズ　サラリーマン10人の日々烈日』(1993年、講談社)
- 『出向＝ホワイトカラーたちの思愁期』(1994年、講談社)
- 『男四十代を正面から生きる』(1994年、講談社)
- 『FA(フリーエージェント)ビジネスマンマニュアル』(1995年、小学館)
- 『自分のための仕事の選択　20代の転職・独立プログラム』(1997年、三天書房)
- 『電脳のサムライたち　西和彦とその時代』(1997年、実業之日本社)
- 『孫正義 インターネット財閥経営　ビル・ゲイツを超える日』(1999年、実業之日本社)
- 『ネットビジネスの若き創造主たち』(2000年、実業之日本社)
- 『ゲーム大国ニッポン神々の興亡　2兆円市場の未来を拓いた男たち』(2000年、青春出版社)
- 『シリコンバレーの日本人起業家たち　ハイテクベンチャーに賭ける夢と挑戦の記録』(2001年、ベストセラーズ)
- 『テクノ・ヒーローの伝言　世界を制したメイド・イン・ジャパン』(2001年、小学館)
- 『電網創世記　インターネットにかけた男たちの軌跡』(2002年、実業之日本社)
- 『「ブログ」入門　50代にもよくわかる』(2005年、ベスト新書)
- 『長靴を履いた開高健』(2006年、小学館)
- 『人事制度イノベーション』(2006年、講談社現代新書)
- 『ビッグコミック創刊物語　ナマズの意地』(2008年、プレジデント社)
- 『65歳定年時代に伸びる会社』(2010年、朝日新書)
- 『300年企業目指すソフトバンクの組織・人事戦略』(2012年、労務行政)
- 『開高健名言辞典<漂えど沈まず>　巨匠が愛した名句・警句・冗句200選』(2013年、小学館)
- 『IT起業家10人の10年』(2014年、講談社)

### 共著
- 『一目でわかる人気スポーツのビジネス戦略図　プロ・アマスポーツ30種の今後の市場を読む』（1993年、日本実業出版社）共著：名村優理、磯野康孝
- 『デジタル・ライフに強くなる』（2004年、講談社現代新書）共著：デジタル生活研究会